# Presynaptiphilus paraminutus
Presynaptiphilus paraminutus is een eenoogkreeftjessoort uit de familie van de Synaptiphilidae. De wetenschappelijke naam van de soort is voor het eerst geldig gepubliceerd in 2003 door Shin & I.H. Kim.